# 加纳韦河畔孔达
加纳韦河畔孔达是法国科雷兹省的一个市镇，位于该省西北部，属于蒂勒区。该市镇总面积37.52平方公里，2009年时的人口为672人。

## 人口
加纳韦河畔孔达（Condat-sur-Ganaveix）人口变化图示